# Die Blauband-Woche

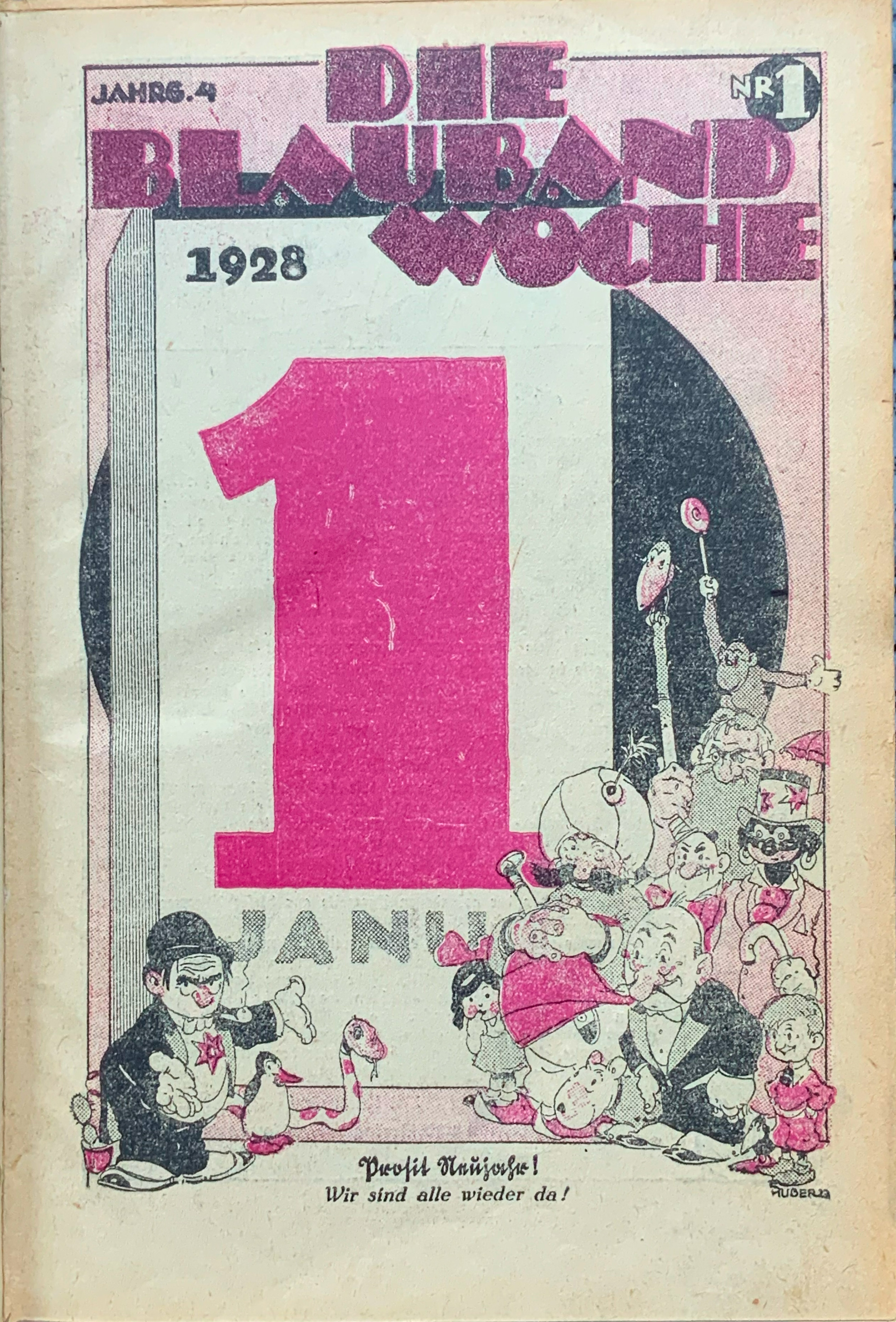
Titelblatt der Ausgabe vom Januar 1928, mit Onkel Jup unten links

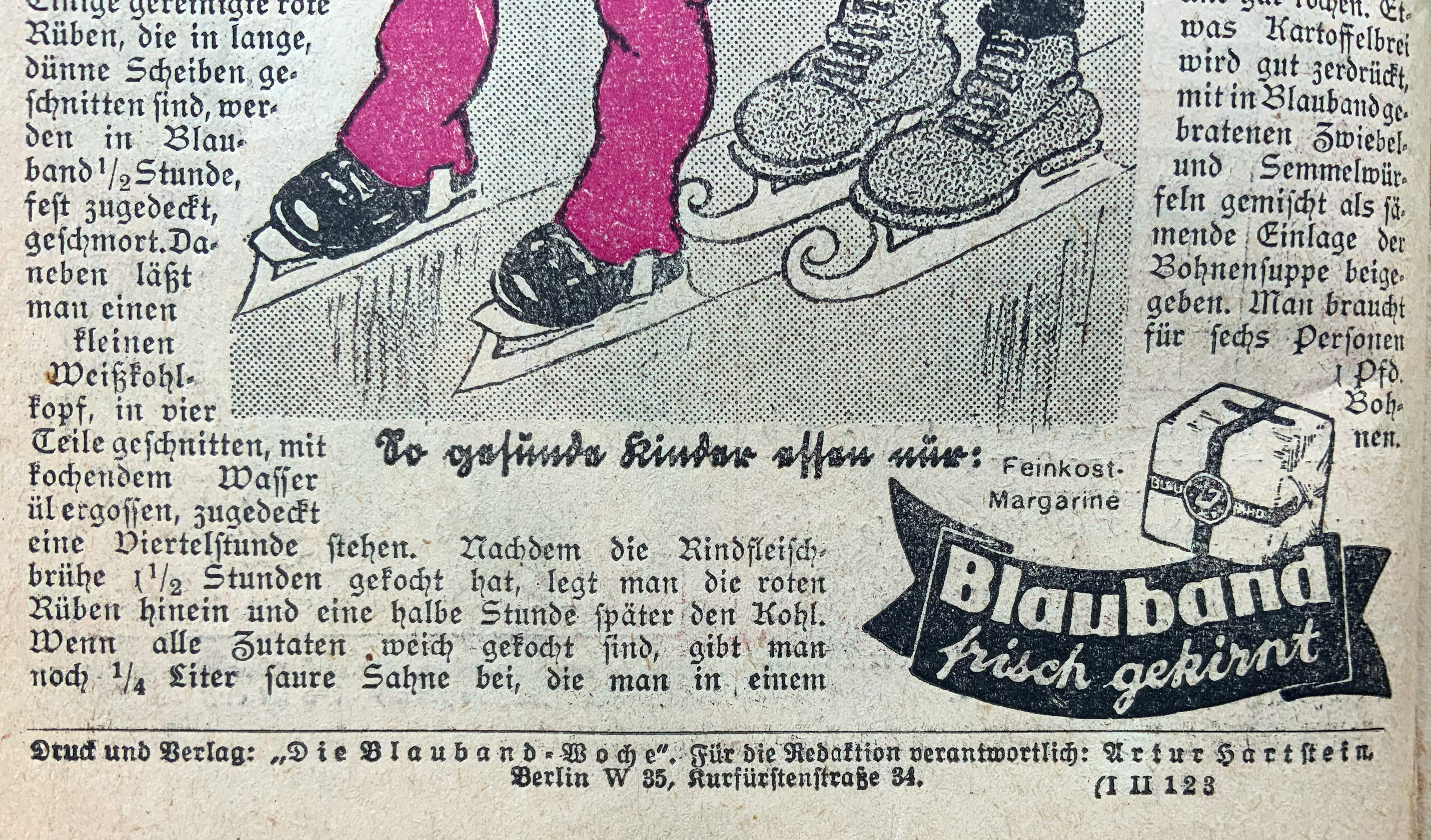
Margarine-Werbung auf der Kochseite

Die Blauband-Woche war eine von 1925 bis 1931 in Berlin wöchentlich erschienene Zeitschrift für Kinder und Jugendliche. Redakteur war Artur Hartstein. Für die zahlreichen Zeichnungen war Emmerich Huber zuständig. Huber zeichnete auch die Figur des Onkel Jup, die auf zahlreichen Titelblättern der Blauband-Woche vorkam.
Die Blauband-Woche bestand im Wesentlichen aus Comics, Rätselecken, Kurzgeschichten und einfachen technischen Artikeln, zum Beispiel über die Bisons oder das Verkehrsflugzeug. Die Hefte dienten als Werbeträger für die Blauband-Margarine. Jedes Heft warb auf der Seite mit Kochrezepten für diesen aus den Niederlanden stammenden industriellen Butter-Ersatz. Der Claim der Werbung änderte sich 1929 von Blauband, frisch gekirnt in Rama im Blauband. Kinder galten in der Zeit zwischen den Weltkriegen als wichtige Kaufmotivatoren.
Die Blauband-Woche stellte ihr Erscheinen im Frühjahr 1931 ein. Sie wurde im selben Jahr durch die Rama im Blauband-Woche, 1932 durch die Rama-Post ersetzt.